# Porella compressa
Porella compressa is een mosdiertjessoort uit de familie van de Bryocryptellidae. De wetenschappelijke naam van de soort werd in 1805, als Porella compressa, voor het eerst geldig gepubliceerd door de Engelse natuuronderzoeker James Sowerby.

## Beschrijving
Kolonies Porella compressa vormen grote onregelmatig vertakte structuren die rechtop staan vanaf het substraat. De kolonie is hard, als een steenkoraal. Ze worden gewoonlijk 30–40 mm hoog, hoewel ze vaak meer dan 90 mm kunnen bedragen. De kleur varieert, maar verschillende tinten oranje komen vaak voor.

## Verspreiding
P. compressa is een subtidale soort die voorkomt in de boreaal-arctische zone. Het verspreidingsgebied van deze soort strekt zich uit van Noorwegen en de Faeröer, Groot-Brittannië tot de Golf van Biskaje. Hij kan gevonden worden op een harde ondergrond op beschutte plaatsen op 10 meter diepte, maar onder de 30 meter komt hij veel vaker voor.